# Margaret Skeete
Margaret Skeete, nata Seward (Rockport, 27 ottobre 1878 – Radford, 7 maggio 1994), è stata una supercentenaria statunitense.
 Dopo la morte di Delphia Welford il 14 novembre 1992, divenne la persona vivente più anziana negli Stati Uniti.

## Biografia
Margaret Skeete nacque il 27 ottobre 1878 a Rockport, in Texas, da Henry Seward e Margaret Smith. Nel gennaio 1908 sposò Renne Skeete; dal matrimonio nacquero tre figli, a due dei quali Margaret sopravvisse. Dopo la morte del marito nel 1953, si trasferì dal Texas alla Virginia per vivere con la figlia maggiore, Verne Taylor. Secondo Verne, nel censimento statunitense del 1880 sua madre risultava avere due anni. Il 7 maggio 1994, Margaret Skeete morì all'età di 115 anni e 192 giorni.
Al momento della sua morte, Margaret Skeete era la persona più anziana vivente negli Stati Uniti e la seconda persona vivente più longeva al mondo, dopo la francese Jeanne Calment. Anche sua figlia Verne fu molto longeva, morendo nel 2009 all'età di 100 anni.